# Tinodes acheron
Tinodes acheron är en nattsländeart som beskrevs av Malicky och Chantaramongkol 1996. Tinodes acheron ingår i släktet Tinodes och familjen tunnelnattsländor. Inga underarter finns listade i Catalogue of Life.